# Carl Grimberg
Carl Gustaf Grimberg (ur. 22 września 1875 w Göteborgu; zm. 11 czerwca 1941 w Djursholmie) – szwedzki historyk, pisarz i nauczyciel. Autor dzieła Svenska folkets underbara öden (1913–1924). W 1926 roku zaczął publikować historię świata, pt. Världshistoria, ale nie ukończył tej pracy przed śmiercią.